# The Indian Express

The Indian Express is een Engelstalig Indiaas dagblad. De krant wordt in Mumbai uitgegeven door de Indian Express Group.
De krant, die oorspronkelijk Indian Express heette, verscheen voor het eerst in 1932. In 1999, na de dood van de toenmalige eigenaar Ramnath Goenka, werd de krant opgesplitst in een noordelijke editie, The Indian Express, en een zuidelijke, The New Indian Express. De kranten opereren tegenwoordig als twee onafhankelijke entiteiten.